# Arnold Morley

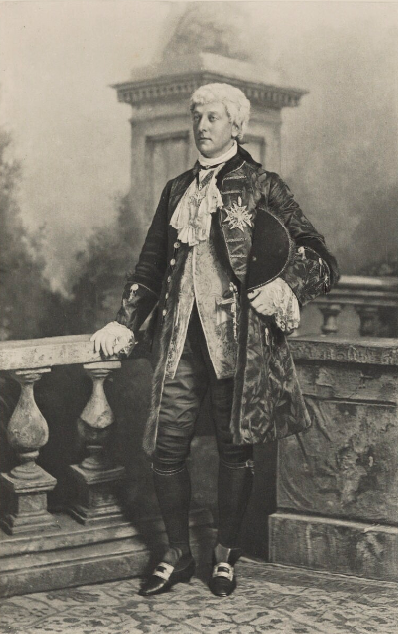
Arnold Morley (1899)

Arnold Morley, PC (* 18. Februar 1849; † 16. Januar 1916) war ein britischer Politiker der Liberal Party, der unter anderem zwischen 1880 und 1895 Mitglied des Unterhauses (House of Commons) sowie von 1892 bis 1895 Postminister war.

## Leben

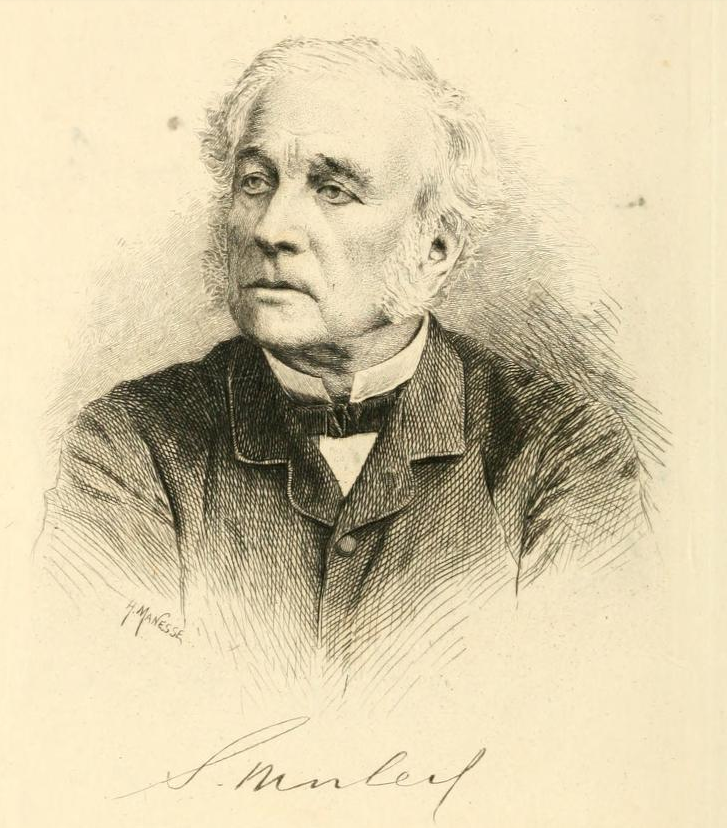
Morleys Vater war der Politiker Samuel Morley, der ebenfalls langjähriges Mitglied des Unterhauses war.

Arnold Morley war der jüngste von drei Söhnen des Politikers Samuel Morley (1809–1886), der von 1865 bis 1866 sowie erneut zwischen 1868 und 1885 Mitglied des Unterhauses war, und dessen Ehefrau Rebekah Maria Hope. Sein ältester Bruder Samuel Morley (1845–1929), war zwischen 1903 und 1905 Gouverneur der Bank of England und wurde 1912 als 1. Baron Hollenden in den Adelsstand erhoben, wodurch er Mitglied des Oberhauses (House of Lords) wurde. Sein zweitältester Bruder Charles Morley (1847–1917) war zwischen 1895 und 1906 ebenfalls Mitglied des Unterhauses.
Er selbst absolvierte ein Studium an der University of Cambridge, welches er mit einem Master of Arts (M.A.) beendete. Nach seiner anwaltlichen Zulassung bei der Anwaltskammer (Inns of Court) von Inner Temple nahm er 1873 eine Tätigkeit als Rechtsanwalt (Barrister) auf. Bei einer Nachwahl im Wahlkreis Nottingham wurde er am 8. Mai 1880 für die Liberal Party erstmals zum Mitglied des Unterhauses (House of Commons) gewählt. Bei der darauf folgenden regulären Wahl vom 24. November 1885 wurde er im neu geschaffenen Wahlkreis Nottingham East wieder zum Mitglied des Unterhauses gewählt und gehörte diesem nach seinen Wiederwahlen 1886 und 1892 bis zum 13. Juli 1895 an. Im dritten Kabinett Gladstone fungierte er zwischen dem 1. Februar und dem 25. Juli 1886 als Erster Parlamentarischer Geschäftsführer (Chief Whip) der Fraktion der Liberalen Partei im Unterhaus und war zugleich Sekretär des Schatzamtes (Patronage Secretary to HM Treasury). In den folgenden Jahren der Opposition blieb er zwischen 1886 und 1892 Whip der Fraktion der Liberalen im Unterhaus.
Am 18. August 1892 wurde Morley im vierten Kabinett Gladstone als Postmaster-General Postminister und bekleidete dieses Amt vom 5. März 1894 bis 21. Juni 1895 auch im darauf folgenden Kabinett Rosebery. Er wurde zudem am 18. August 1892 Mitglied des Privy Council, des Geheimen Kronrates. Am 30. Juni 1911 heiratete er die aus Massachusetts stammende Elsie Waite Touzalin, die allerdings bereits 1912 verstarb.

## Hintergrundliteratur
- Chambers Biographical Dictionary, Edinburgh 2002, S. 1080, ISBN 0-550-10051-2